# Tetragonotheca ludoviciana
Tetragonotheca ludoviciana là một loài thực vật có hoa trong họ Cúc. Loài này được (Torr. & A.Gray) A.Gray ex H.M.Hall miêu tả khoa học đầu tiên.